# تشارلز كيندال آدامز
تشارلز كيندال آدامز (بالإنجليزية: Charles Kendall Adams)‏ هو كاتب ومؤرخ ومؤلف أمريكي، ولد في 24 يناير 1835 في ديربي في الولايات المتحدة، وتوفي في 26 يوليو 1902 في ريدلاندس في الولايات المتحدة.

## وصلات خارجية
- تشارلز كيندال آدامز على موقع الموسوعة البريطانية (الإنجليزية)